# Liorhina interrupta
Liorhina interrupta är en insektsart som beskrevs av Hamilton 1980. Liorhina interrupta ingår i släktet Liorhina och familjen spottstritar. Inga underarter finns listade i Catalogue of Life.